# MFTP

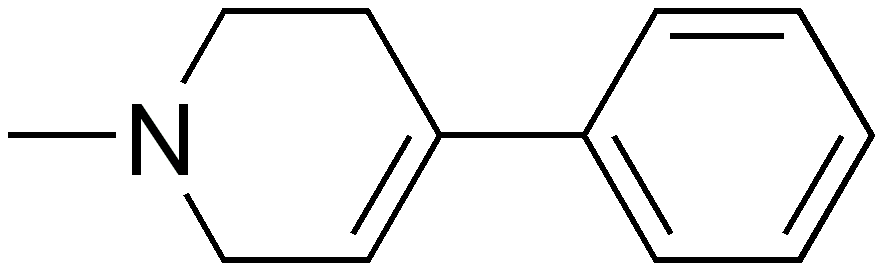
Estructura química del MPTP

MPTP son las siglas de la neurotoxina 1-metil-4-fenil,6-tetrahidropiridina, un compuesto secundario que se forma a partir de la síntesis de meperidina, un opioide. La ingestión de MPTP conlleva a la destrucción de neuronas en la sustancia negra del cerebro, por lo que produce síntomas muy similares a los observados en la enfermedad de Parkinson. La producción de MPTP suele ser accidental como contaminante durante la manufactura casera de ciertos opioides de uso ilícito.

## Descubrimiento del compuesto
La 1-metil-4-fenil-1,2,3,6 tetrahidropiridina (MPTP) es un derivado meperidínico. Su capacidad de inducir síndrome parkinsoniano fue descubierta de forma accidental en un grupo de heroinómanos que se inyectaron esta sustancia. Estos sujetos mostraban un síndrome parkinsoniano indistinguible desde el punto de vista semiológico de la EP (enfermedad de Parkinson). Toda su sintomatología revertía con l-dopa o agonistas dopaminérgicos. Posteriormente se comprobó que su administración a animales de laboratorio y fundamentalmente a primates, producía un síndrome parkinsoniano asociado a una degeneración selectiva de las neuronas dopaminérgicas.

## Contribución del MPTP en la aparición de Parkinsonismo
Existe una gran similitud entre el parkinsonismo inducido por MPTP y la EP. La acción neurotóxica del MPTP produce una gran variedad de cambios neuroquímicos, que a nivel de la transmisión dopaminérgica (DA) se caracteriza por una reducción de la concentración de DA y de sus metabolitos ácido 3,4-dihidroxifenilacético y ácido homovanílico, disminución de la actividad de la enzima tirosina hidroxilasa y alteración de la densidad de receptores DA. Al contrario de lo que sucede en la EP donde la depleción de DA es más intensa en el putamen que en núcleo caudado.
```
Los primates expuestos de forma crónica a la acción del MPTP muestran una disminución homogénea y no selectiva del contenido de DA estriatal, siendo de igual intensidad en ambas estructuras estriatales. Otras áreas cerebrales con inervación DA como el núcleo accumbens, hipocampo, amígdala y cortex cerebral también son afectadas por MPTP y la reducción en el contenido de DA es similar a la descrita en estriado. Por el contrario, los niveles de DA no se alteran en estructuras como el globo pálido lateral y medial que recibe proyecciones directas del SNC.
```

Las concentraciones de noradrenalina y serotonina en el estriado no se modifican con la administración aguda de MPTP. Sin embargo, se reducen de forma significativa en el estriado y corteza en los animales tratados de forma crónica con esta neurotoxina. No existe evidencia de que el MPTP induzca alteraciones en los sistemas colinérgico, GABAérgicos o glutamatérgicos en primates. Sin embargo, los niveles de diferentes neuropéptidos, sustancia P, dinorfina y encefalina en el estriado, sustancia negra y pálido están reducidos en animales tratados crónicamente con MPTP. Estas mismas alteraciones han sido descritas en pacientes con EP. Sin embargo, no se conoce si son consecuencia de la degeneración de las neuronas que contienen estos péptidos o representan cambios adaptativos.

## Mecanismo de toxicidad
El MPTP, tras su administración, desaparece rápidamente de los tejidos biológicos y es convertido en un derivado piridínico, 1-metil-4-fenil 2,3, dihidropiridínico MPDP+ y MPP+ por la acción de la enzima monoaminooxidasa-B (MAO-B). Aunque ambas formas de MAO oxidan el MPTP in vitro, únicamente los inhibidores de la MAO-B como deprenil y pargilina son capaces de bloquear la toxicidad del MPTP in vivo. Por el contrario, inhibidores de la MAO-A como clorgilina resultan ineficaces. Esta aparente paradoja puede ser explicada por la diferente cinética de las dos formas de MAO o probablemente porque los sitios de metabolización del MPTP por la MAO-B y MAO-A en el cerebro son diferentes.
Existe evidencia de que el primer paso metabólico de MPTP a MPDP+ no tiene lugar en las neuronas DA ya que estas tienen una actividad MAO-B muy baja. Originalmente se atribuyó a las neuronas serotonérgicas del rafe la transformación del MPTP por tener una actividad MAO-B muy elevada, sin embargo, es más probable que ésta tenga lugar en las células gliales que rodean a las neuronas DA.
Aunque existe la posibilidad de que la toxicidad inducida por MPTP se deba a su metabolito intermedio MPDP+, la mayoría de los trabajos publicados sugieren que la toxicidad está ligada al MPP+. Por ejemplo, tras la administración sistémica de MPTP, el MPP+ se acumula en el sistema DA nigroestriado, en cultivos de células DA y en hepatocitos aislados el MPP+ es una toxina muy potente, la inyección intraestriatal de MPP+ es tóxica sobre las neuronas DA de la SN y por último el MPP+ inhibe enzimas implicados en la síntesis de DA. Sobre la base de estos hallazgos, la mayoría de los trabajos se han centrado en el estudio de cómo el MPP+ ejerce su acción tóxica sobre las neuronas DA.

### Estrés oxidativo
Una de las hipótesis propuestas para explicar la muerte neuronal inducida por MPTP sugiere que el daño celular se origina por la producción intraneuronal de radicales superóxido y otros radicales libres citotóxicos que se originan durante la oxidación intracelular del MPP+, en cantidades que exceden la capacidad celular para neutralizalos. Esta hipótesis se realizó inicialmente sobre la base de la homología que existe entre el MPP+ y el herbicida paraquat.
En homegeneizados de cerebro, el MPTP induce la producción de radicales hidroxilo, y acelera el acúmulo de lipofucsina en el cerebro, especialmente si el medio carece de vitama E. Por otro lado, el MPTP y MPP+ incrementan la autooxidación de la DA que a su vez genera radicales libres, y disminuyen los niveles intracelulares de glutatión en roedores, efecto que es bloqueado por antioxidantes como vitamina E.
Sin embargo, si el daño DA inducido por MPTP fuera relacionado con una producción excesiva de radicales libres antioxidantes, los quelantes de radicales libres deberían proteger frente a la toxicidad del MPTP. Sin embargo, la administración de ácido ascórbico o a-tocoferol no reducen el daño dopaminérgico inducido por MPTP y potentes quelantes de metales de transición no sólo no protegen frente al MPTP sino que exacerban su toxicidad.
A pesar de que gran parte de trabajos parecían apuntar a la no participación de los radicales libre en la muerte celular inducida por MPTP, estudios recientes en roedores y primates han demostrados que inhibidores de la óxido nitroso sintasa (NOS) protegen eficazmente de la lesión dopaminérgica inducida por el MPTP.
La NOS es una enzima dependiente de calcio activada por la estimulación de receptores NMDA. De esta activación depende la síntesis de óxido nítrico (NO), el cual a su vez puede producir una inhibición directa de la cadena respiratoria mitocondrial o dar lugar a la formación de peroxinitritos (potentes inductores del estrés oxidativo).

### Hipótesis mitocondrial
Una segunda hipótesis de toxicidad gira en torno al descubrimiento de que el MPP+ es un potente inhibidor de la respiración celular ligada a NADH. Nicklas et al. fueron los primeros en describir in vitro que el MPP+ producía a altas concentraciones (1 mM), una inhibición completa de la oxidación de los sustratos piruvato/maleato y glutamato/maleato ligados a NAD+. In vivo donde se requieren concentraciones mucho mayores del tóxico (10 mM) para dar lugar la inhibición de la cadena transportadora de electrones, se ha comprobado que el MPP+ es transportado desde el citoplasma al interior de la mitocondria en contra de un gradiente dependiente de ATP.
Los efectos del MPP+ sobre las mitocondrias han sido bien definidos:
- A altas concentraciones bloquea la oxidación de la NADH, habiendo una perfecta correlación entre el acúmulo de MPP+ y la depleción de ATP.
- La inhibición del transporte de electrones mitocondrial provocaría una disminución en la producción de ATP celular, dando lugar a alteraciones en la organización de los microfilamantos celulares.
- La depleción de ATP inducida por MPP+ provocaría una alteración de los potenciales transmembrana y una depleción de glutatión reducido (GSH) extracelular, principal defensa de la célula frente al estrés oxidativo y frente a numerosos procesos tóxicos.
A pesar de que la inhibición del complejo mitocondrial parece ser suficiente para explicar la toxicidad celular, no puede excluirse la posibilidad de que el estrés oxidativo inducido por MPTP y/o MPP+ en el interior de la mitocondria también pueda contribuir a la acción tóxica del MPTP. Por ejemplo, se ha demostrado que el MPP+ induce peroxidación lipídica en cultivos de células DA y ésta es bloqueada por inhibidores específicos de la peroxidación lipídica.

### Alteración de la homeostasis del calcio
Estudios realizados en hepatocitos aislados, sugieren que el evento bioquímico específico que precede a la muerte celular es la depleción de Ca++ mitocondrial con el consecuente incremento en la concentración de Ca++ citosólico, secundario a una alteración del transporte de Ca++ a través de la membrana celular. El gran incremento de la concentración de Ca++ intracelular puede ser el mecanismo de muerte común en diferentes procesos como la isquemia o la neurodegeneración inducida por 6-OHDA y MPTP.
La neuroprotección obtenida frente a MPP+ con antagonistas NMDA e inhibidores de la calpaína, ha sido explicada en base al bloqueo en la entrada de Ca++ que estos agentes producen. Antagonistas del Ca++ como nimodipino reducen también el daño celular inducido por MPTP.

## Síntesis y usos
Fue Ziereg, en 1947, quién sintetizó por primera vez MPTP como un analgésico haciendo reaccionar bromuro de fenilmagnesio con 1-metil-4-piperidina. Se probó como posible tratamiento en distintos procesos pero los estudios se dieron por finalizados, ya que en los monos con los que se ensayaban se detectaron síntomas similares a los sufridos.
En la industria el MPTP es usado como un intermedio químico; el cloruro de MPP+ fue convertido en el herbicida cyperquat.